# Ryan Lilja

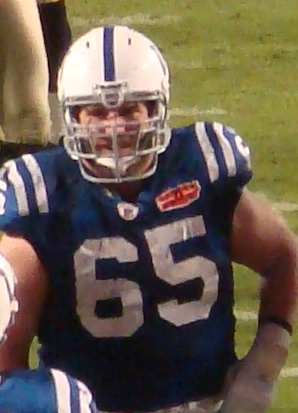
Ryan Lilja no Super Bowl XLIV com os Colts.

Ryan Matthew Lilja (15 de outubro de 1981, Kansas City, Missouri) é um ex jogador de futebol americano que atuava na posição de guard na NFL. 

## Carreira no High School
Ryan Lilja estudou na Shawnee Mission Northwest High School onde jogou futebol americano e golfe. No futebol ele jogou como titular por 3 anos e se destacou.

## College Football
Lilja foi titular por dois anos na Coffeyville Community College antes de se transferir para Kansas State University onde atuou como titular por em 14 dos 23 jogos da carreira.

## NFL

### Kansas City Chiefs
Lilja foi como undrafted free agent para os Chiefs em 2004 onde o treinador do time o colocou no practice squad mas acabou sendo liberado depois. 

### Indianapolis Colts
Logo após ser dispensado pelos Chiefs, Lilja foi para os Colts onde rapidamente se desenvolveu se tornando um excelente Guard protegendo o QB Peyton Manning. Com Indianapolis, Ryan Lilja conquistou o Super Bowl XLI.
Os Colts renovaram o contrato de Lilja no dia 19 de fevereiro de 2008. O contrato valido por 5 anos é de US$20 milhões.
Lilja foi surpreedentemente liberado de seu contrato em 8 de março de 2010.

### De volta ao Chiefs
Em 16 de março de 2010, Lilja assinou com o time que o draftou, o Kansas City Chiefs. Ele foi dispensado em 2012.

## Ligações Externas
- Indianapolis Colts bio

 Media relacionados com Ryan Lilja no Wikimedia Commons